# Inchnadamph
Inchnadamph (schottisch-gälisch Innis nan Damh: Weide der Hirsche) ist eine kleine Ortschaft in der Council Area Highland in Schottland. Sie liegt in den Northwest Highlands am südöstlichen Ende von Loch Assynt an der von der Ostküste quer durch die Highlands nach Lochinver an der Westküste führenden A837.
Ichnadamph bestand ursprünglich aus zwei Siedlungen, die durch den River Traligill, der hier in Loch Assynt mündet, getrennt wurden. Der Name Inchnadamph war der südlichen Siedlung zugeordnet, während die Siedlung nördlich des Flusses rund um die Kirche der Parish von Assynt als Kirkton, Achnahiglash oder Balnaheglise bezeichnet wurde, wobei alle Namen den Wortbestandteil „Kirche“ führten. Bis zu den Highland Clearances, die in Assynt von 1812 bis 1821 durchgeführt wurden, war die Ansiedlung wesentlich größer und diente als Mittelpunkt der weitläufigen Parish, eine Funktion, die inzwischen der kleine Hafenort Lochinver an der Westküste übernommen hat. Seit dem späten Mittelalter wurde Assynt und damit Inchnadamph als Zentralort von den MacLeods of Assynt beherrscht, bis diese die Kontrolle Anfang des 18. Jahrhunderts an die MacKenzies abgeben mussten. Diese übernahmen auch das nördlich von Inchnadamph am Ufer von Loch Assynt liegende Ardvreck Castle als den bisherigen Sitz der MacLeods und erbauten neu Calda House als ihr Herrenhaus.
Seit mindestens 1736 existiert in der kleinen Ansiedlung ein Inn als Zwischenetappe für Reisende und Viehtreiber. In späteren Jahren entstand daraus das heutige Inchnadamph Hotel, das bereits im 19. Jahrhundert als Ausgangspunkt für Wanderer, Bergsteiger und Jäger diente. 1743 wurde die heute noch bestehende Kirche erbaut. Um 1900 diente das Hotel den beiden Geologen Benjamin Neeve Peach und John Horne als Stützpunkt bei ihren Feldforschungen, die schließlich zur Klärung der bis dahin strittigen geologischen Geschichte der Northwest Highlands und der Entdeckung der Überschiebungszone der Moine Thrust führten. Ein Denkmal nördlich der Kirche erinnert seit 1980 an die beiden Forscher. Außer dem Hotel und der Kirche besteht Inchnadamph aus dem als Outdoor-Center und für Übernachtungen genutzten Herrenhaus Inchnadamph Lodge sowie einigen Farmen und Cottages. Nördlich der Ortschaft liegen am Ufer von Loch Assynt die Ruinen von Ardvreck Castle und Calda House. Die Kirche diente bis 1972 Gottesdiensten. Sie wurde ab 2005 renoviert und wird seitdem als Community Hall genutzt. Im Kirchhof steht eine Gruft, die als Begräbnisstätte der MacLeods of Assynt dient. Südlich der Ortschaft liegen die Bone Caves, östlich erheben sich mit dem Ben More Assynt und dem Conival zwei fast 1000 m hohe Munros.

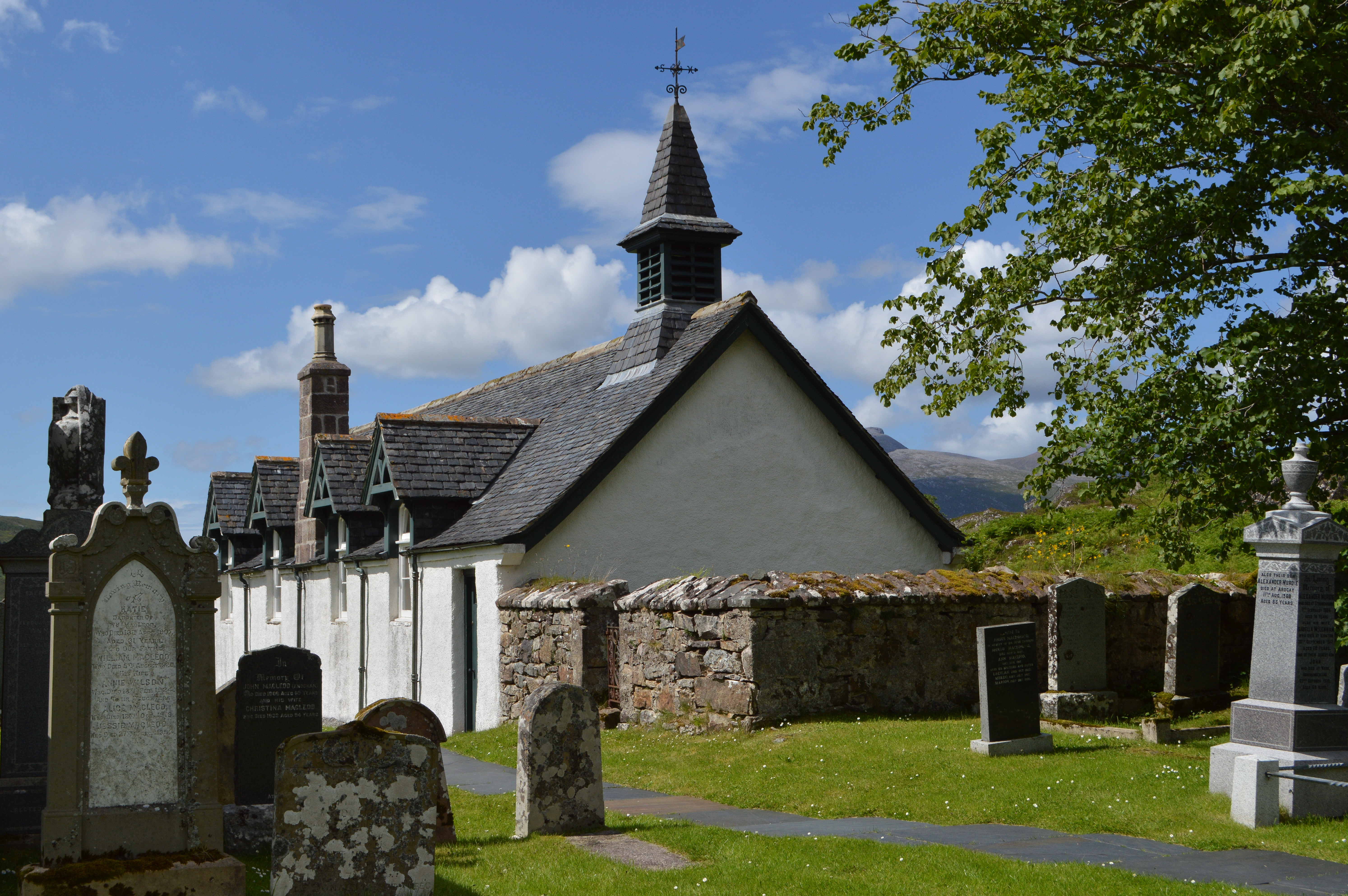
Die Kirche von Inchnadamph
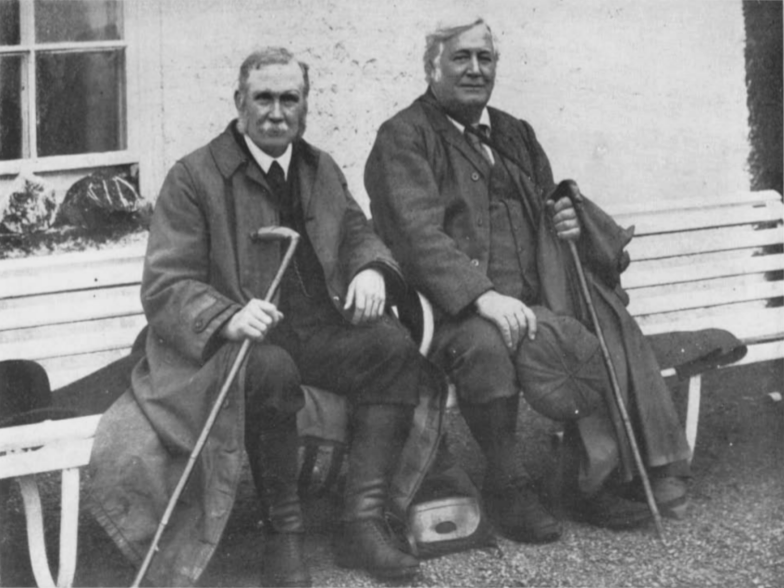
Benjamin Neeve Peach und John Horne um 1912 im Inchnadamph Hotel
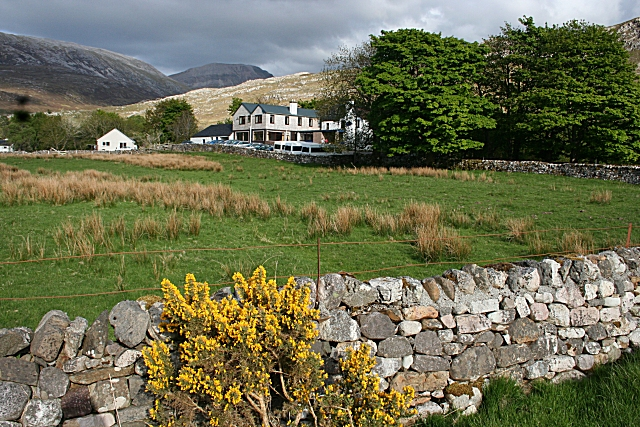
Inchnadamph Hotel
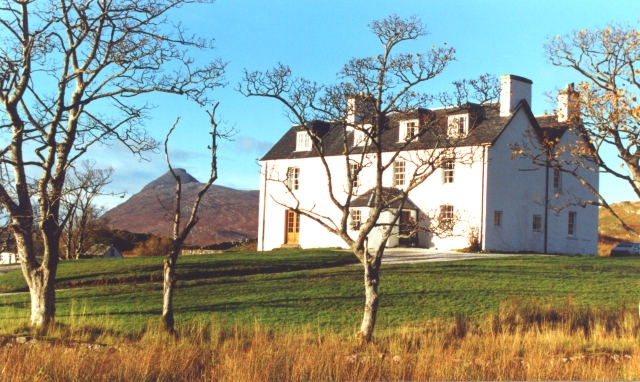
Inchnadamph Lodge